# Disszimilaritási index
A disszimilaritási index a szegregációs kutatások egyik kitüntetett mérőszáma. A szegregáció két különböző népcsoport földrajzi elkülönülését jelenti egy adott területen belül, ami etnikai-, vallási-, gazdasági- (jövedelmi) vagy társadalmi különbségek mentén is kialakulhat. 
Az index felhasználásával  a két vizsgált társadalmi csoport közötti földrajzi távolság mérhetővé válik, vagyis a területi eloszlásukban fellelhető különbségeket számszerűen is megállapíthatjuk.

## Az index számítása
Az index kiszámításának logikája az alábbi lépéseket követi:
1. Kiszámítjuk, hogy egy-egy területrészen belül a két társadalmi csoportnak önmagához viszonyítva hányad része él;
2. A két vizsgált népcsoport területegységenkénti arányát kivonjuk egymásból, majd minden esetben a különbség abszolút értékét vesszük;
3. Az értékeinket összegezve elosztjuk a kapott eredményt kettővel, hogy az index 0 és 100 közé essen.

Képlete:
{\displaystyle {\frac {1}{2}}\sum _{i=1}^{N}\left|{\frac {x_{i}}{X}}-{\frac {y_{i}}{Y}}\right|}
ahol xi és yi az adott területrészen belül élő két társadalmi csoport külön vett lélekszáma,
X és Y a két társadalmi csoport külön vett összlétszáma a teljes vizsgálati területen,
n pedig a területegységek száma.
A disszimilaritási indexre kapott érték azt jelenti, hogy az egyik társadalmi csoportba tartozók hány százalékának kellene átköltöznie egy másik területrészre ahhoz, hogy a két csoport megoszlása egymással egyezzen.
A mutató értékkészlete 0 és 100 közötti zárt halmaz, ahol a területegységek közötti azonos eloszlás esetén az index 0 értéket vesz fel, a teljes elkülönülés esetében pedig eredményül 100-at kapunk.